# Terezinha Guilhermina
Terezinha Guilhermina (née le 3 octobre 1978) est une sportive handisport brésilienne, spécialiste du 400 m dans la catégorie T11.  

## Enfance
Atteinte de rétinite pigmentaire, une maladie dégénérative, elle a progressivement perdue la vue. Sa mère meurt alors qu'elle est très jeune et son père quitte le foyer familial. Passionnée d'athlétisme, elle n'a pas l'argent pour s'acheter des basket et se tourne vers la natation puis revient à l'athlétisme lorsque sa sœur lui trouve des chaussures adéquates.

## Carrière sportive
Spécialiste du 400 m, elle fait aussi du saut en longueur.
Aux Jeux paralympiques de Londres en 2012, elle bat le record du monde au 100 m et remporte deux médailles d'or.
En 2015, elle participe à une course d'exhibition avec Usain Bolt.